# The Promise of Forever
The Promise of Forever es una serie de televisión filipina transmitida por ABS-CBN desde el 11 de septiembre de 2017. Está protagonizada por Paulo Avelino, Ritz Azul y Ejay Falcon.

## Elenco

### Elenco principal
- Paulo Avelino como 4 funciones:
  - Lorenzo Espinosa (1886)
  - Emilio "Emil" Mendoza (1998)
  - Nicholas Barrientos (2010)
  - Lawrence Trinidad (2017)
- Ritz Azul como Sophia Madrid.
- Ejay Falcon como Philip Ortega.

### Elenco secundario
- Cherry Pie Picache como Vivienne.
- Amy Austria-Ventura como Olivia Borja.
- Tonton Gutierrez como Marlon Borja.
- Benjie Paras como Geoffrey.
- Susan Africa como Helen.
- Eva Darren como Lola Faye.
- Nico Antonio como Bing/Mathew.
- Yana Asistio como Glenda.
- EJ Jallorina como Toni.
- Karen Reyes
- Zonia Mejia
- David Chua
- Hyubs Azarcon

### Participaciones especiales
- Desiree Del Valle como Grace Madrid.
- Ahron Villena como Fredrick Borja.
- Sarah Lahbati como Elizabeth.
- Mutya Orquia como Sophia Madrid (joven).
- Levi Ignacio como William Borja.